# Aloha Oe
Aloha Oe er en amerikansk drama-stumfilm i sort-hvid fra 1915 produceret af Thomas H. Ince og udgivet af Triangle Film Corporation.

## Medvirkende
- Willard Mack – David Harmon
- Enid Markey – Kalaniweo
- Margaret Thompson – Dris Keith
- Frank Borzage
- J. Frank Burke
- J. Barney Sherry

## Eksterne Henvisninger
- Aloha Oe på Internet Movie Database (engelsk)
- Aloha Oe på AllMovie (engelsk)
- Aloha Oe hos American Film Institute (engelsk)
- Aloha Oe på Turner Classic Movies (engelsk)